# 1971年全国教育工作会议
1971年全国教育工作会议，是指1971年4月15日至7月31日在北京举行的一次全国工作会议。
会议上，张春桥、迟群抛出了“黑线专政论”，并争论当时中国教育领域问题，并通过了《全国教育工作会议纪要》(简称《纪要》)，进一步干涉到教务工作，并要求“工宣队”长期领导学校，要求知识分子到工农兵中接受再教育，工农兵上大学。实行“上、管、改”，缩短大学学制等。

## 内容
纪要认为（后来被称为“两个估计”）：
一、从1949年到“文革”开始的1966年，这17年“毛主席的无产阶级教育路线基本上没有得到贯彻执行”，“资产阶级专了无产阶级的政”；
二、大多数教师和1949年后培养的大批学生“世界观基本上是资产阶级的”。

## 后续
1977年8月8日，邓小平与三十位科学家座谈，后来被称为“八八谈话”，明确否定了“两个估计”。1977年11月18日，教育部的“大批判组”根据邓小平的讲话精神起草了《教育战线上的一场大论战——批判“四人帮”炮制的“两个估计”》，由《人民日报》、《红旗》杂志同时发表。1979年3月19日，中共中央最终将1971年的《纪要》撤销。